# (3848) Analucia
(3848) Analucia es un asteroide perteneciente al cinturón de asteroides, descubierto el 21 de marzo de 1982 por Henri Debehogne desde el Observatorio de La Silla, Chile.

## Designación y nombre
Designado provisionalmente como 1982 FH3. Fue nombrado Analucia en homenaje  a “Ana Lucía Martins” una buena amiga del descubridor.